# Hôtel de la Caisse d'épargne d'Autun
L'hôtel de la Caisse d'épargne est un bâtiment de la fin du XIXe siècle situé à Autun, en France. Il a autrefois accueilli un établissement bancaire, pour lequel il a été construit.

## Situation et accès
L'édifice est situé au no 15 de la rue de Bourgogne, à l'angle de la rue des Cités, au nord du centre-ville d'Autun. Plus largement, il se trouve dans le département de Saône-et-Loire, en région Bourgogne-Franche-Comté.

## Histoire

### Concours
Au printemps 1894, un concours pour la construction d'un hôtel de la Caisse d'épargne est ouvert entre tous les architectes des départements de Saône-et-Loire, de Nièvre et de Côte-d'Or voisins, jusqu'au 1er juillet,. Le jury, qui se réunit le 12 juillet, est composé de :
- Lucien Magne, architecte des monuments historiques et professeur a l'École des beaux-arts de Paris ;
- François Dulac, sénateur de Saône-et-Loire et architecte ;
- Tony Ferret, architecte du département de l'Ain, nommé par les concurrents ;
- Philibert Mariller, peintre, à Autun[1],[3],[4] ;
- Fauconnet, sculpteur ;
- cinq membres du conseil d'administration[1].

| Prix | Candidat          | Ville du candidat                 | Prime     |
| ---- | ----------------- | --------------------------------- | --------- |
| 1er  | Émile Changarnier | Chalon-sur-Saône (Saône-et-Loire) | Exécution |
| 2e   | Jean Truchot      | Autun (Saône-et-Loire)            | 600 F     |
| 3e   | Émile Bobin       | Château-Chinon (Nièvre)           | 300 F     |

### Vente
Comme l'annonce le maire Vincent Chauvet début 2024, ce bâtiment, siège historique, est mise en vente par la Caisse d'épargne « pour moins de 200 000 euros » par l'intermédiaire de l'entreprise Citya immobilier.